# Абдель Рахман аль-Баззаз
Абдель Рахман аль-Баззаз (араб. عبد الرحمن البزاز; 20 лютого 1913 — 28 червня 1973) — іракський державний і політичний діяч, прем'єр-міністр країни у 1965—1966 роках, виконувач обов'язків президента у квітні 1966 року.

## Життєпис
Народився в родині сільського вчителя. 1935 року закінчив Багдадський юридичний коледж, а 1940 був призначений помічником професора того ж коледжу. Вищу освіту здобував у Багдадському університеті й Лондонському королівському коледжі.
1941 року був на три роки ув'язнений за участь у проти британському студентському русі на підтримку пронімецького військового перевороту на чолі з Рашидом Алі аль-Гайлані.
Після звільнення 1944 року займався приватною юридичною практикою, одночасно займаючи пост судді Верховного суду в Багдаді. 1953 року став деканом у Багдадському юридичному коледжі, але невдовзі був переведений на дипломатичну роботу й у 1954—1955 роках служив в іракському представництві на Кіпрі. Після повернення до Багдада 1955 року повернувся на посаду декана юридичного факультету Багдадського юридичного коледжу. Після падіння монархії в липні 1958 року став деканом юридичного факультету й факультету торгівлі та економіки Багдадського університету і членом Касаційного суду Іраку.
1959 року емігрував до Об'єднаної Арабської Республіки, де викладав у Каїрському університеті. Від 1962 року обіймав посаду директора Вищого арабського інституту.
1963 року, після першого приходу до влади партії Баас, отримав пост посла Іраку в Єгипті, а потім, у серпні того ж року — у Великій Британії. У 1964—1965 роках очолював ОПЕК.
6 вересня 1965 року був призначений на посаду заступника прем'єр-міністра й міністра закордонних справ, а також виконувача обов'язків міністра нафтової промисловості в кабінеті командувача військово-повітряних сил Арефа Абдул Раззака. Після того, як вранці 15 вересня 1965 року прем'єр-міністр здійснив невдалу спробу військового перевороту, президент Іраку Абдул Салам Ареф доручив аль-Баззазу формування нового кабінету. Ввечері 21 вересня 1965 року новий уряд склав присягу. Одночасно було прийнято закон про розпуск Національної ради керівництва революцією й передачу законодавчих функцій на перехідний період Раді міністрів Іраку. Як прем'єр-міністр аль-Баззаз (перший цивільний глава уряду від 1858 року) виступав за більш жорстке вирішення проблеми Курдистану, однак продовжував перемовини про її врегулювання.
Упродовж трьох днів у квітні 1966 року виконував обов'язки президента Іраку (після загибелі Абдул Салам Арефа).
30 червня 1966 року уряд зумів придушити нову спробу військового перевороту, яку здійснив генерал Абдель Раззак.
1968 року, після приходу до влади партії Баас, був заарештований. Влітку 1969 разом з колишнім міністром оборони Абдель Азізом аль-Укейлі був засуджений до тривалого ув'язнення. 1970 через проблеми зі здоров'ям був узятий під домашній арешт і невдовзі помер.